# Prorella gypsata
Prorella gypsata là một loài bướm đêm trong họ Geometridae.